# Luigi Armando II di Borbone-Conti
Luigi Armando II di Borbone-Conti detto La scimmia verde (Versailles, 10 novembre 1695 – Parigi, 4 maggio 1727) fu conte de La Marche, di Alais, di Beaumont-sur-Oise e di Pézenas dal 1709, e duca di Mercœur e signore di L'Isle-Adam.
Era figlio unico sopravvissuto del Gran Conti Francesco Luigi di Borbone-Conti (1664 – 1709) e di Maria Teresa di Borbone-Condé (1666 – 1732)

## Biografia
Al suo battesimo, avvenuto quando egli aveva già 9 anni nella cappella reale del Castello di Versailles, ebbe come padrino il re Luigi XIV e come madrina Maria Beatrice d'Este, moglie del re d'Inghilterra Giacomo II.

### Primi passi
Gobbo e deforme nel fisico, afflitto da tic, d'aspetto ripugnante (alla corte era soprannominato Scimmia verde), era stravagante, esitante, fiacco e moralmente vizioso, fu trattato con molta liberalità sia dal re Luigi XIV che dal Reggente Filippo II d'Orléans. Fu fatto Cavaliere dell'Ordine di Santo Spirito ed il 1º gennaio 1711 prese posto come pari di Francia al parlamento di Parigi il giorno 8 dello stesso mese.
Nel 1713 sposò, con dispensa ecclesiastica, la sua cugina germana Luisa Elisabetta di Borbone-Condé (1693 – 1775), figlia di Luigi III di Borbone-Condé (1668 – 1710) e di Luisa Francesca di Borbone-Francia.
Nel mese di agosto del 1716 Luigi Armando II fu colpito da vaiolo e sia la madre che la moglie si prestarono coraggiosamente a curarlo ed egli guarì.
Nonostante egli tradisse abitualmente la moglie, era geloso di una gelosia maligna e violenta. La moglie, da parte sua, non aveva tardato a prendere come amante il marchese de La Fare, un cavaliere di bel portamento che divenne successivamente maresciallo di Francia, senza darsi pensiero di dissimulare la relazione amorosa.
Il Conti, folle di gelosia, si mise a battere la moglie e per ben due volte si dovette chiamare il medico tali erano state le percosse. Luisa Elisabetta finì col fuggire rifugiandosi a casa della madre prima ed in un convento poi, mentre il principe di Conti si rivolse al parlamento di Parigi per tentare di recuperare la moglie.

### La carriera militare
Durante la Guerra di successione spagnola il principe di Conti vi partecipò arruolato nell'armata del Reno, comandata dal maresciallo Villars (1653 – 1734) senza tuttavia mostrare le stesse qualità militari del padre Francesco Luigi. Partecipò all'assedio della città di Landau e fu nominato maresciallo di campo il 12 luglio 1713.
Il 12 settembre 1715 partecipò alla seduta del parlamento di Parigi, convocato per aprire il testamento di Luigi XIV. Il 3 aprile 1717 divenne membro del Consiglio di Reggenza e del Consiglio di Guerra. Nello stesso mese fu nominato governatore del Poitou con un emolumento di 45 000 lire.
Quando la Francia dichiarò guerra alla Spagna nel 1719 fu nominato luogotenente generale (24 gennaio) e comandante della cavalleria ma nulla, a parte la volontà di porre in posizione eminente nella spedizione un principe di sangue reale, ne giustificava la scelta. Egli non smise di litigare con il maresciallo di Berwick, suscitò lo scandalo fra i subordinati e fra la truppa con la pretesa di essere attorniato dalla sua guardia quando si trovava in trincea, cosicché non ci volle molto tempo prima che fosse rilevato nel comando.

### La fine
Rientrato in Francia guadagnò considerevoli somme con il sistema di Law, a compenso della protezione da lui accordata alla sua banca, la Banque Générale.
Rientrata la moglie sotto il tetto coniugale nel 1725, il Conti cominciò col rinchiuderla nel castello di L'Isle-Adam. A forza di seduzione e persuasione ella convinse il marito, affetto da una congestione polmonare, a rientrare a Parigi. Ma la malattia si aggravò ed il Conti ne morì, non senza aver prima implorato il perdono dalla moglie per i torti che le aveva fatto. Aveva 31 anni.

## Matrimonio e discendenza
Da Luisa Elisabetta di Borbone-Condé Luigi Armando ebbe quattro figli (tre maschi ed una femmina). Di questi due soli sopravvissero:
1. Luigi Francesco (1717 – 1776), successore nel titolo del casato;
2. Luisa Enrichetta (1726 – 1759), che sposò Luigi Filippo, duca d'Orléans (1725 – 1785).

## Ascendenza
|                                    |                           |                                    | Genitori                       |  |  | Nonni |  |  | Bisnonni                   |  |  | Trisnonni                 |  |
|                                    |                           |                                    |                                |  |  |       |  |  | Enrico II di Borbone-Condé |  |  | Enrico I di Borbone-Condé |  |
|                                    |                           |                                    |                                |  |  |       |  |  | Enrico II di Borbone-Condé |  |  | Enrico I di Borbone-Condé |  |
|                                    |                           | Carlotta Caterina de La Trémoille  |                                |  |  |       |  |  | Enrico II di Borbone-Condé |  |  |                           |  |
| Armando di Borbone-Conti           |                           |                                    |                                |  |  |       |  |  | Enrico II di Borbone-Condé |  |  |                           |  |
|                                    |                           | Carlotta Margherita di Montmorency | Enrico I di Montmorency        |  |  |       |  |  |                            |  |  |                           |  |
|                                    |                           | Carlotta Margherita di Montmorency | Enrico I di Montmorency        |  |  |       |  |  |                            |  |  |                           |  |
|                                    |                           | Carlotta Margherita di Montmorency | Luisa di Budos de Portes       |  |  |       |  |  |                            |  |  |                           |  |
| Francesco Luigi di Borbone-Conti   |                           | Carlotta Margherita di Montmorency |                                |  |  |       |  |  |                            |  |  |                           |  |
|                                    |                           | Geronimo Martinozzi                | Vincenzo Martinozzi            |  |  |       |  |  |                            |  |  |                           |  |
|                                    |                           | Geronimo Martinozzi                | Vincenzo Martinozzi            |  |  |       |  |  |                            |  |  |                           |  |
|                                    |                           | Geronimo Martinozzi                | Margherita Marcolini           |  |  |       |  |  |                            |  |  |                           |  |
| Anna Maria Martinozzi              |                           | Geronimo Martinozzi                |                                |  |  |       |  |  |                            |  |  |                           |  |
|                                    |                           | Laura Margherita Mazarino          | Pietro Mazarino                |  |  |       |  |  |                            |  |  |                           |  |
|                                    |                           | Laura Margherita Mazarino          | Pietro Mazarino                |  |  |       |  |  |                            |  |  |                           |  |
|                                    |                           | Laura Margherita Mazarino          | Ortensia Buffalini             |  |  |       |  |  |                            |  |  |                           |  |
| Luigi-Armando II di Borbone-Conti  |                           | Laura Margherita Mazarino          |                                |  |  |       |  |  |                            |  |  |                           |  |
|                                    | Luigi II di Borbone-Condé | Enrico II di Borbone-Condé         |                                |  |  |       |  |  |                            |  |  |                           |  |
|                                    | Luigi II di Borbone-Condé | Enrico II di Borbone-Condé         |                                |  |  |       |  |  |                            |  |  |                           |  |
|                                    | Luigi II di Borbone-Condé | Carlotta Margherita di Montmorency |                                |  |  |       |  |  |                            |  |  |                           |  |
| Enrico III Giulio di Borbone-Condé | Luigi II di Borbone-Condé |                                    |                                |  |  |       |  |  |                            |  |  |                           |  |
|                                    |                           | Chiara Clemenza di Maillé          | Urbano di Maillé-Brézé         |  |  |       |  |  |                            |  |  |                           |  |
|                                    |                           | Chiara Clemenza di Maillé          | Urbano di Maillé-Brézé         |  |  |       |  |  |                            |  |  |                           |  |
|                                    |                           | Chiara Clemenza di Maillé          | Nicole du Plessis de Richelieu |  |  |       |  |  |                            |  |  |                           |  |
| Maria Teresa di Borbone-Condé      |                           | Chiara Clemenza di Maillé          |                                |  |  |       |  |  |                            |  |  |                           |  |
|                                    |                           | Edoardo del Palatinato             | Federico V Elettore Palatino   |  |  |       |  |  |                            |  |  |                           |  |
|                                    |                           | Edoardo del Palatinato             | Federico V Elettore Palatino   |  |  |       |  |  |                            |  |  |                           |  |
|                                    |                           | Edoardo del Palatinato             | Elisabetta Stuart              |  |  |       |  |  |                            |  |  |                           |  |
| Anna Enrichetta del Palatinato     |                           | Edoardo del Palatinato             |                                |  |  |       |  |  |                            |  |  |                           |  |
|                                    |                           | Anna Maria di Gonzaga              | Carlo I di Gonzaga-Nevers      |  |  |       |  |  |                            |  |  |                           |  |
|                                    |                           | Anna Maria di Gonzaga              | Carlo I di Gonzaga-Nevers      |  |  |       |  |  |                            |  |  |                           |  |
|                                    |                           | Anna Maria di Gonzaga              | Caterina di Lorena             |  |  |       |  |  |                            |  |  |                           |  |
|                                    |                           | Anna Maria di Gonzaga              |                                |  |  |       |  |  |                            |  |  |                           |  |